# Chitwan (dystrykt)

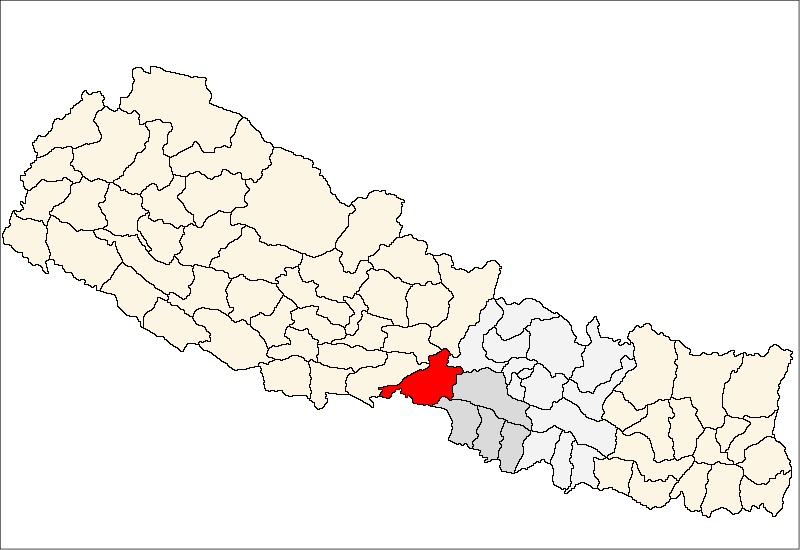
Dystrykt Chitwan

Dystrykt Chitwan (nep. चितवन) – jeden z siedemdziesięciu pięciu dystryktów Nepalu. Leży w strefie Narajani. Dystrykt ten zajmuje powierzchnię 2218 km², w 2001 r. zamieszkiwało go 472 048 ludzi. Stolicą jest Bharatpur.